# 오문현 (야구 선수)
오문현(吳文炫, 1953년 2월 13일 ~ )은 전 KBO 리그 삼미 슈퍼스타즈의 선수이며 선수 시절 지독한 골초였고 1987년 빙그레 이글스를 끝으로 선수생활을 접은 뒤 담배에 대한 규제가 가장 센 호주에 거주 중이다.
한편, 빙그레(한화 포함)에서 본인(오문현)의 뒤를 이어 40번을 달았던 한용덕은 본인(오문현)이 그랬던 것처럼(오문현-82년 7월 삼미 한용덕-88년 빙그레) 연습생 형식으로   프로 입문을 했었다.
아울러, 동국대 중앙대가 스카우트 경쟁을 벌인 끝에 중앙대 최종 진학이 결정됐지만 갑작스럽게 영남대로 급선회했고 영남대는 본인(오문현)에 앞서 황규봉 스카우트설이 있었으나 고려대 진학을 선택해 무산됐으며 이선희가 중앙대 경희대를 희망했고 나중에는 기업은행도 거론됐지만 결국 동기생들과 함께 가는 조건으로 농협을 선택했다.

## 기록
한시즌에 11경기뛰고 304피안타를 맞은... 전설의 투수....
(현재는 기록이 수정되었다)